# Chiquinquirá (Colombie)
Pour les articles homonymes, voir Chiquinquira.
Chiquinquirá est une municipalité située dans le département de Boyacá, en Colombie.

## Édifices remarquables
La basilique Notre-Dame-du-Rosaire est un important lieu de pèlerinage catholique.